# Julián Barcina
Julián Barcina Aguinaco es un exciclista profesional español. Nació en Baracaldo (Vizcaya) el 31 de octubre de 1966. Fue profesional solamente los años 1994 y 1995, siempre en el equipo Euskadi.
Su mayor éxito como profesional fue la tercera posición conseguida en la Subida al Naranco de 1994.

## Palmarés
No logró victorias como profesional.

## Resultados en Grandes Vueltas y Campeonato del Mundo
Durante su carrera deportiva ha conseguido los siguientes puestos en las Grandes Vueltas y en los Campeonatos del Mundo en carretera:
| Carrera         | 1994 | 1995 |
| --------------- | ---- | ---- |
| Giro de Italia  | -    | -    |
| Tour de Francia | -    | -    |
| Vuelta a España | -    | -    |
| Mundial en Ruta | -    | -    |

-: No participa

Ab.: Abandono

## Equipos
- Euskadi (1994-1995)